# Songs for Drella (balet)
Songs for Drella je balet z roku 2010. Jeho choreografii vytvořili Němec Marco Goecke a Nizozemec Ed Wubbe. Je založen na hudebním albu Songs for Drella (1990), jehož autory jsou hudebníci John Cale a Lou Reed, a které vzniklo jako pocta popartovému výtvarníkovi Andymu Warholovi. Premiéra baletu proběhla v roce 2011 v Rotterdamu, kde jej uvedla taneční společnost Scapino Ballet. Později byl uveden v řadě dalších měst.